# التهاب الليف العضلي
التهاب الليف العضلي هو التهاب حاد و مزمن للآنسجة الليفية للعضلات و التركيبات المتصلة بها، و ترتبط هذه الحالة عادة باضطرابات أخرى تصنف تحت فصل الروماتيزم. هناك تسميات عديدة ومختلفة لهذا المرض والتي تعتمد في الغالب على مواقع العضلات المصابة .

## الأسباب
تنتج هذه الالتهابات عن عدة أسباب، وقد يتهيج التهاب اللبف العصبي نتيجة توتر عاطفي أو اضطراب عقلي أو نفسي ولكنه في الغالب يكون كنتيجة مباشرة لالتهاب المفاصل.